# Rosenscheldiella brachyglottidis
Rosenscheldiella brachyglottidis är en svampart som beskrevs av G.F. Laundon & Sivan. 1972. Rosenscheldiella brachyglottidis ingår i släktet Rosenscheldiella och familjen Venturiaceae.   Inga underarter finns listade i Catalogue of Life.